# آواز (موسیقی ایرانی)
آواز یا نغمه اصطلاحی است در موسیقی سنتی ایرانی که برای توصیف مجموعه‌ای از گوشه‌ها به کار می‌رود که معمولاً در کنار هم و مستقل از یک دستگاه اجرا می‌شوند. لفظ «آواز» دست کم در دو معنای دیگر نیز به کار می‌رود که یکی فرم موسیقی آواز است و دیگری شکل خاصی از فرم آواز که متر مشخصی ندارد؛ موضوع این مقاله هیچ‌کدام از این دو نیست بلکه مفهوم خاص «آواز» در موسیقی ایرانی (به عنوان جزئی از طبقه‌بندی ردیف موسیقی ایرانی) است. این ابهام در معنای لفظ آواز، خود موضوع نقد منتقدان بوده‌است.
آوازهایی که معمولاً در ردیف موسیقی ایرانی نام برده می‌شوند عبارتند از آواز ابوعطا، آواز دشتی، آواز افشاری، آواز بیات ترک، و آواز اصفهان (یا بیات اصفهان)؛ در برخی ردیف‌ها نیز از آواز بیات کرد و آواز شوشتری نام برده می‌شود. متداول‌ترین تقسیم‌بندی ردیف شامل هفت دستگاه و پنج آواز است و در بیشتر ردیف‌ها، آوازهای ابوعطا، دشتی، افشاری و بیات ترک از متعلقات دستگاه شور دانسته می‌شوند و بیات اصفهان از متعلقات دستگاه همایون، اگر چه برخی اصفهان را نیز به شور مرتبط می‌دانند.
این که چرا برخی مجموعه‌های گوشه‌ها را در ردیف دستگاه نام می‌دهند و برخی را آواز می‌نامند، به‌طور مبسوط مورد بحث نبوده اما از جمله تفاوت‌های آوازها با دستگاه‌ها آن است که گسترهٔ صوتی آوازها محدودتر است، قطعات سازی (بدون خواننده) در آوازها نادر هستند اما در اجرای دستگاه‌ها یک رکن اصلی هستند، پرده‌گردانی در آوازها محدود است اما در اجرای دستگاه‌ها متداول است، و کاربرد آوازها بیشتر در موسیقی فولکلور است در حالی که دستگاه‌ها در موسیقی رسمی و حرفه‌ای به‌طور مفصل به کار گرفته می‌شوند. با این حال بیشتر آوازها، اما نه تمام آن‌ها، گوشه‌ای به نام درآمد دارند که باعث می‌شود برخی آن‌ها را در مسیر دستگاه شدن بدانند.

## تعریف
آواز را می‌توان یک دستگاه کوچک و مختصر در نظر گرفت، یا متقابلاً دستگاه‌ها را آن دسته‌ای از آوازها دانست که اصلی‌تر هستند. از دید نظریه‌پردازانی همچون علینقی وزیری آنچه دستگاه‌ها را از باقی آوازها مستثنی می‌کند، برخوردار بودنشان از یک گام مستقل است (و از این دیدگاه راست‌پنج‌گاه را نباید یک دستگاه جدا از دستگاه ماهور دانست). از همین دیدگاه، لفظی مثل «آواز ابوعطا» یا «آواز همایون» اشاره به فرم موسیقایی آواز ندارد بلکه به نوعِ محتوای موسیقایی اشاره می‌کند.

### ابهام در نامگذاری
لفظ «آواز» در موسیقی ایرانی از این جهت که سه معنای مختلف را می‌تواند متبادر کند مورد انتقاد قرار گرفته‌است. این مفاهیم عبارتند از:
- یک نوع محتوای موسیقایی (مثل آواز ابوعطا)، که موضوع همین مقاله است
- یک نوع فرم موسیقی که در آن خواننده قطعه شعری را با صدای بلند می‌خواند (تک‌خوانی، یا با همراهی ساز)
- یک نوعِ خاص از فرم موسیقاییِ آواز، که متر مشخصی ندارد (در تضاد با آهنگ‌های ضربی و تصنیف‌ها که متر مشخص دارند)

مهدی برکشلی در مقاله‌ای که در قالب کتاب ایرانشهر منتشر شد، از لفظ «نغمه» برای توصیف آواز (به معنای اول که موضوع این مقاله‌است) استفاده کرده‌است. ساسان سپنتا نیز بعدها از لفظ «نغمه» برای همین منظور استفاده کرده‌است. به عقیدهٔ محمدرضا لطفی واژهٔ آواز (به معنایی که در این مقاله مد نظر است)، در اصل جایگزینی برای واژهٔ «شعبه» در نظام مقامی موسیقی قدیم بوده‌است؛ وی در اثبات این مدعا به نوشته‌های عبدالقادر مراغه‌ای استناد می‌کند که در آن آمده که ایرانیان به جای واژهٔ شعبه از واژهٔ «آوازه» استفاده می‌کرده‌اند. هرمز فرهت هم معتقد بر این است که همۀ دستگاه‌ها و آوازها را همان دستگاه بنامد، زیرا دلیل منطقی برای این دسته‌بندی پیدا نمی‌کند. 

## طبقه‌بندی
بنا بر تقسیم‌بندی‌های رایج، آوازها در موسیقی ایرانی عبارتند از:
- ابوعطا (دستان عرب)، بیات ترک (بیات زند)، دشتی، افشاری که از متعلقات دستگاه شور هستند.
- بیات اصفهان که از مشتقات دستگاه همایون است.

در بعضی روایت‌های ردیف، دو آواز بیات کرد (از متعلقات دستگاه شور) و شوشتری (از متعلقات همایون یا چهارگاه) هم به آنها اضافه می‌شوند.

### ابوعطا
ابوعطا از ملحقات دستگاه شور دانسته می‌شود. این آواز بر محوریت دستگاه شور است اما شروع آن از درجهٔ دوم شور است و نت شاهد آن درجهٔ چهارم شور است. گوشهٔ حجاز در آواز ابوعطا نقشی کلیدی دارد و اوج آواز ابوعطا در این گوشه اجرا می‌شود. اجرای آواز ابوعطا معمولاً با فرود به محور اصلی دستگاه شور خاتمه می‌یابد.
ریشهٔ نام ابوعطا مشخص نیست؛ این آواز با نام‌های سارنج و دستان عرب نیز شناخته می‌شود و ممکن است با یکی از راگاهای همنام هندی مرتبط باشد. استفاده از آواز ابوعطا در موسیقی بومی ایران بسیار رایج است و بخشی از موسیقی مذهبی نیز در این آواز (به ویژه در گوشهٔ حجاز که حس و حال «عربی» دارد) اجرا می‌شود.
مهم‌ترین گوشه‌هایی که در ابوعطا اجرا می‌شوند، عبارتند از سَیَخی، حجاز، چهارباغ و گَبری (که همگی جزو گوشه‌های دستگاه شور هستند). همچنین گاه گوشه‌های کرشمه، دوبیتی و بسته‌نگار نیز به دلخواه خواننده اجرا می‌شوند. گوشهٔ سیخی از نظر مُد تفاوتی با ابوعطا ندارد و تفاوت این دو در ملودی آن‌هاست. داریوش طلایی در کتاب تحلیل ردیف گوشهٔ رامِکلی را هم برای آواز ابوعطا برشمرده‌است.
آواز ابوعطا غم‌انگیز و سوزناک توصیف شده‌است و احساس آن با دستگاه شور نزدیکی دارد. بخشی از موسیقی مذهبی ایران نظیر اذان و قرائت قرآن معمولاً در گوشهٔ حجاز اجرا می‌شود و این گوشه دارای حال و هوای «عربی» توصیف شده‌است. آواز ابوعطا در موسیقی بومی ایران بسیار رایج است. قطعهٔ «مگر نسیم سحر» از قمرالملوک وزیری به آهنگسازی مرتضی نی‌داوود و آلبوم عشق داند اثر محمدرضا شجریان و محمدرضا لطفی نمونه‌هایی از آواز ابوعطاست. تصنیف بهار دلکش منسوب به درویش‌خان نیز از آثار شاخص ساخته‌شده در آواز ابوعطا (گوشهٔ حجاز) است.

### افشاری
آواز افشاری از متعلقات دستگاه شور دانسته می‌شود. این آواز بر محوریت دستگاه شور است اما نت ایست آن درجهٔ دوم شور است و نت شاهد آن درجهٔ چهارم شور است. درجهٔ پنجم شور نت متغیر است و درجات ششم و هفتم در درآمد افشاری نقشی ندارند اما در برخی گوشه‌های آن حائز اهمیت می‌شوند. آواز افشاری آوازی نسبتاً مستقل از دستگاه شور است.
نام افشاری احتمالاً به ایل افشار اشاره دارد که از اقوام ترک آذربایجانی هستند. آواز افشاری، برخلاف برخی دیگر از متعلقات دستگاه شور، نسبتاً مستقل است چنان‌که مُد و فرود مخصوص به خودش را دارد (و به محور اصلی شور فرود نمی‌کند). با این حال، از آنجا که گوشه‌های پایانی افشاری به محور اصلی دستگاه شور پرده‌گردانی می‌کنند، افشاری غالباً جزو متعلقات دستگاه شور طبقه‌بندی می‌شود (و نه به عنوان یک دستگاه جداگانه). درجهٔ دوم شور نت ایست افشاری است و تقریباً تمام جمله‌های موسیقی به این نت ختم می‌شوند؛ تأکید روی این درجه در ملودی‌های افشاری متداول است. درجهٔ سوم شور نقشی گذرا دارد اما درجهٔ چهارم شور نت شاهد افشاری است و از اهمیت بالایی برخوردار است. این درجه گاهی به عنوان نت آغاز افشاری نیز به کار گرفته می‌شود. درجهٔ پنجم شور در افشاری نت متغیر است و در مسیر بالارونده گاه یک ربع پرده زیرتر می‌شود. درجات ششم و هفتم شور در درآمد افشاری کمتر مورد توجه هستند اما در برخی گوشه‌های افشاری این درجات حائز اهمیت می‌شوند و زمانی بیشتری صرف آن‌ها می‌شود. مهم‌ترین گوشه‌های افشاری عبارتند از بیات راجِه (یا بیات راجع)، رُهاب، مسیحی، نهیب، و مثنوی‌پیچ (یا مثنوی).
موسیقی‌دانان آواز افشاری را «متأثرکننده» توصیف کرده‌اند و آن را برای مناجات مناسب دانسته‌اند. «این دهان بستی دهانی باز شد» آوازی است در مایهٔ افشاری (گوشهٔ مثنوی) که توسط محمدرضا شجریان برای ماه رمضان اجرا شده‌است. «از کفم رها» نیز تصنیفی در آواز افشاری است که عارف قزوینی ساخته و خوانندگانی چون محمدرضا شجریان و سیما بینا آن را خوانده‌اند. همچنین آلبوم آرام جان از محمدرضا شجریان با همراهی گروه آوا، کلاً در آواز افشاری است.

### بیات ترک
بیات ترک (یا بیات زند) از متعلقات دستگاه شور دانسته می‌شود. واژهٔ ترک در نام این آواز به ترک قشقایی اشاره می‌کند و نه به ترک‌های ترکمنستان، آذربایجان یا ترکیه؛ گمان می‌رود که بسیاری از ترانه‌های محلی قوم قشقایی در این آواز باشد. از همین رو برخی آن را با نام بیات زند نیز می‌شناسند، اگر چه این نام به اندازهٔ «بیات ترک» رایج نیست. همچنین، پیشوند «بیات» (که در نام آوازهای دیگری همچون بیات کرد و بیات اصفهان نیز به کار می‌رود) ممکن است مخفف «ابیات» باشد.
در آواز بیات ترک، نت شاهد و نت خاتمه هر دو بر درجهٔ سوم شور قرار دارد. نت آغاز و نت ایست بیات ترک نیز بر نت زیرپایهٔ شور (یک درجه پایین‌تر از نت پایهٔ شور و یک چهارم درست پایین‌تر از نت شاهد بیات ترک) قرار دارد. از آنجا که نت آغاز و نت شاهد بیات ترک یکی هستند (درجهٔ سوم شور)، روح‌الله خالقی معتقد است که بیات ترک را می‌توان حاصل «تغییر نت‌پایه» در دستگاه شور دانست. همچنین در بیات ترک ممکن است که فرود نهایی نیز به نت خاتمه (نت پایهٔ شور) برگشت نکند و در همان نت شاهد پایان یابد؛ در مقایسه، آواز ابوعطا همیشه به نت پایهٔ شور فرود می‌کند و حتی در خلال اجرای آواز نیز بارها به نت پایهٔ شور اشاره می‌کند.
مهم‌ترین گوشه‌های آواز بیات ترک، درآمدها، دوگاه، روحُ الارواح، مهدی ضَرّابی، قطار، و قرائی هستند. بیات ترک گاه دارای احساس حزن و اندوه توصیف شده و از این جهت برای اجرای تعزیه مناسب دانسته شده‌است. گوشه‌هایی نظیر دوگاه و روح الارواح برای به آواز خواندن اشعار مذهبی به کار گرفته می‌شوند؛ اما روح‌الله خالقی بیات ترک را نمونه‌ای از آوازهای «بازاری» می‌داند که بین عموم مردم رایج هستند اما نزد موسیقی‌دانان محبوب نبوده‌اند. او دلیل این امر را تأکید فراوان بیات ترک به نت شاهدش می‌داند که آن را کسل‌کننده می‌کند. اجرای بیات ترک، در طول زمان به سمت احساس سبک‌تری متمایل شده‌است. تفاوت نت شاهد بیات ترک با شور، باعث می‌شود که بیات ترک چندان احساس حزن‌انگیز شور را نداشته باشد و نزدیکی‌اش به ماهور باعث می‌شود که تا حدی نشاط‌آور نیز باشد؛ چنان‌که بسیاری از آهنگ‌های پیش‌پردهٔ طنزآمیز در بیات ترک اجرا شده‌اند.
آلبوم آستان جانان از محمدرضا شجریان با آهنگسازی پرویز مشکاتیان، آلبوم گل صدبرگ از شهرام ناظری با آهنگسازی جلال ذوالفنون، و آلبوم شیدایی از صدیق تعریف نمونه‌هایی از آواز بیات ترک هستند. همچنین قطعه‌های اندک اندک و «الا یا ایها الساقی» ساختهٔ جلال ذوالفنون و با آواز شهرام ناظری، در بیات ترک خوانده شده‌اند. شکرالله خان قهرمانی (معروف به شکری) نیز در نکوداشت قمرالملوک وزیری، تصنیفی در بیات ترک ساخت که با بیت «به دل جز غم آن قمر ندارم / خوشم که غم دگر ندارم» آغاز می‌گردد؛ شعر این تصنیف از محمدتقی بهار (ملک‌الشعرا) است و آواز آن را ناهید نیک‌بخت با همراهی تار (به اجرای یحیی زرین‌پنجه) و ویولن خوانده بود. تصنیف «نگار من» از مرتضی نی‌داوود نیز در بیات ترک ساخته شده‌است.
از بیات ترک برای اجرای اذان یا مناجات نیز استفاده می‌شود، و در تعزیه‌خوانی نیز در کنار آواز دشتی و دستگاه شور بیشترین کاربرد را دارد. اذان رحیم مؤذن‌زاده اردبیلی نمونه‌ای شاخص از آواز بیات ترک (در گوشهٔ روح الارواح) است. بیات ترک در موسیقی درویشان نیز متداول است؛ چنان‌که درویشان سلسلهٔ قادریه در منطقهٔ کردستان نیز اشعاری را با دف در گوشهٔ مهربانی اجرا می‌کنند، و گوشهٔ قطار نیز گاه «چهار درویش» نامیده می‌شود.

### دشتی
آواز دشتی از متعلقات دستگاه شور دانسته می‌شود. به نظر می‌رسد که آواز دشتی ریشه در منطقهٔ دشتستان در جنوب ایران داشته باشد. ژان دورینگ، موسیقی‌دان و خاورشناس فرانسوی نیز از یوسف فروتن چنین نقل می‌کند که دشتی از منطقهٔ بوشهر به ردیف آورده شده‌است. سوای نام خود این آواز، نام برخی از گوشه‌های آن (نظیر «حاجیانی» و «بیدکانی» که نام نوعی آواز محلی در منطقهٔ بوشهر هم هستند) به عنوان سندی برای این مدعا ذکر شده‌است. با این حال، برخی از گوشه‌های آواز دشتی شباهت فراوانی با موسیقی شمال ایران (به خصوص موسیقی گیلان) دارد. این امر موجب شده که برخی شکل‌گیری آواز دشتی را نه به شمال و نه به جنوب ایران، بلکه به تهران (پایتخت ایران در دوره قاجار، که مرکز گردهمایی موسیقی‌دانان آن زمان نیز بود) نسبت دهند. با این حال، برخی از ردیف‌دانان معتقدند که گوشه‌هایی نظیر «دیلمان» و «طبری» که برگرفته از موسیقی گیلان (به ویژه منطقهٔ دیلمان) و مازندران هستند بعداً توسط ابوالحسن صبا به آواز دشتی اضافه شده و توسط دیگر ردیف‌دانان (از جمله محمود کریمی) تکرار گشته تا آن که امروزه جزئی از آواز دشتی دانسته می‌شود. همچنان که از نام گوشهٔ «چوپانی» برمی‌آید، آواز دشتی بین چوپان‌ها نیز رایج است و بسیار پیش می‌آید که آنان قطعه‌ای در دشتی را با نی بنوازند.
درجهٔ پنجم شور نت شاهد آواز دشتی تلقی می‌شود و این نت همچنین نت متغیر نیز هست (گاه ربع پرده بم‌تر می‌شود) که این تغییر باعث تمایز آن از گوشهٔ حجاز می‌شود. درجهٔ سوم شور نت ایست دشتی است و خاتمهٔ آواز دشتی به‌طور سنتی با فرود به درجهٔ اول دستگاه شور همراه است. تغییر درجهٔ پنجم شور در آواز دشتی، نشانه‌ای از اعتبار درجهٔ چهارم شور دانسته می‌شود که باعث می‌شود درجهٔ پنجم به سمت آن گرایش پیدا کرده و ربع پرده پایین آورده شود. همچنین باید توجه داشت که درجهٔ سوم شور که نت آغاز دشتی نیز هست، نقش یک نت ایست موقت را ایفا می‌کند و خاتمهٔ آواز دشتی به‌طور سنتی روی این درجه نیست بلکه روی نت پایهٔ دستگاه شور است. برخلاف دستگاه شور که در آن درجهٔ دوم (نت شاهد شور) از اهمیت زیادی برخوردار است، درجهٔ دوم شور در آواز دشتی فاقد اهمیت است و بیشتر ملودی آواز دشتی در فاصلهٔ درجات سوم تا هفتم شور رخ می‌دهد. در آواز دشتی جهش به اندازهٔ فاصله سوم کوچک یا بزرگ متداول است و جهش از درجهٔ سوم تا هفتم (فاصلهٔ چهارم درست) نیز دیده می‌شود.
گوشه‌هایی که در بیشتر روایت‌های ردیف آواز دشتی ذکر شده‌اند عبارتند از: دشتستانی، حاجیانی، بیدگلی، چوپانی، اوج، گیلکی، کوچه‌باغی، غم‌انگیز، و سَمَلی.
برخی از آثار معروف در آواز دشتی عبارتند از: سرود «ای ایران» از روح‌الله خالقی، قطعات کاروان و در قفس از ابوالحسن صبا، تصنیف «موسم گل» از موسی معروفی، قطعهٔ «کاروان» از مرتضی محجوبی با صدای غلامحسین بنان، و تصنیف «الهه ناز» اثر اکبر محسنی با آواز بنان. آلبوم شب، سکوت، کویر با آهنگسازی کیهان کلهر و خوانندگی محمدرضا شجریان نیز در آواز دشتی است. در تعزیه‌خوانی نیز آواز دشتی در کنار آوازهای بیات ترک و شور بیشترین کاربرد را دارد دلیل این امر هم حس حزن‌انگیز آواز دشتی، و هم کاربرد گستردهٔ دشتی در موسیقی محلی و در نتیجه وجود سابقهٔ ذهنی از دشتی در فرهنگ موسیقی محلی ایران دانسته شده‌است. در مرثیه‌خوانی‌های منطقه کهگیلویه (که به آن شَروه‌خوانی نیز گفته می‌شود و در منطقهٔ بوشهر و هرمزگان نیز متداول است) هم از آواز دشتی استفادهٔ بسیار می‌شود. در منطقهٔ گیلان نیز از گوشهٔ دیلمان برای اجرای تعزیه‌هایی به زبان گیلکی استفاده می‌شود.

### اصفهان
بیشتر موسیقی‌دانان آواز اصفهان (یا بیات اصفهان) را از متعلقات همایون دانسته‌اند اما برخی این آواز را جزء دستگاه شور می‌دانند. نام «اصفهان» اشارهٔ مستقیمی است به شهر اصفهان و اقوام ساکن در آن. در موسیقی قدیم ایران مقامی به نام اصفهان وجود داشته‌است اما فواصل آن با بیات اصفهان مطابقت ندارد. به عقیدهٔ فرهاد فخرالدینی این نوع نامگذاری گوشه‌ها و آوازها در ردیف (یعنی استفاده از یک نام قدیمی برای یک گوشه یا آواز که به آن مرتبط نیست) در ردیف موسیقی ایرانی نادر نیست و وی آن را نوعی «تحریف» در طبقه‌بندی موسیقی ایرانی می‌داند. فواصل مقام اصفهان در موسیقی ردیفی ایران مرسوم نیستند، اما استفاده از این مقام در موسیقی عربی و ترکی معمول است.
درجهٔ چهارم همایون نت پایهٔ اصفهان و همچنین نت شاهد آن است. این نت در مرکزیت دو دانگ قرار دارد که اولی از نت پایهٔ همایون تا نت شاهد اصفهان و دومی بالاتر از نت شاهد اصفهان است. ملودی آواز اصفهان معمولاً با تأکید بر دانگ اول آغاز می‌شود و بعد به سمت دانگ دوم گسترش می‌یابد. نت پایهٔ همایون در این حین نقش تکیه‌گاهِ بم (یا حضیض) را برای آواز اصفهان ایفا می‌کند و ملودی حداکثر تا این نت پایین می‌آید. در مورد نت ایست برای بیات اصفهان دو گزینه وجود دارد: ملودی می‌تواند به نت پایهٔ اصفهان (درجهٔ چهارم همایون) برگردد یا آن که پایین‌تر رفته و روی درجهٔ سومِ پایین (که همان درجهٔ دوم همایون و نت شاهد همایون است) توقف کند. در گروه کوچکتری از اجراها نیز نت خاتمه، درجهٔ چهارم یا پنجم پایین است (یعنی یک یا دو درجه بم‌تر از شاهد همایون).
بیات اصفهان از نظر فواصل با گام کوچک هماهنگ (مینور هارمونیک) در موسیقی کلاسیک  غربی نزدیکی بسیاری دارد؛ تفاوت گام مینور هارمونیک و گام بیات اصفهان در آن است که درجهٔ ششم در بیات اصفهان یک ربع پرده زیرتر است. این درجه در بیات اصفهان نقش نت ایست را ایفا می‌کند و تأکید بر آن باعث تمایز آن از گام کوچک هماهنگ می‌گردد. مهم‌ترین گوشه‌های بیات اصفهان عبارتند از جامه‌دران، بیات راجه، عشاق، شاه‌ختائی، و سوزوگداز.
موسیقی‌دانان آواز اصفهان را دارای احساسی بین شادی و غم عمیق توصیف کرده‌اند. بیات اصفهان به دلیل نزدیکی‌اش به گام کوچک هماهنگ در موسیقی غربی، کاربرد فراوانی در موسیقی معاصر داشته و از آن با کوک غربی (یعنی با تغییر درجهٔ ششم به شکلی که ریزپرده نداشته باشد) بسیار استفاده می‌شود. از جمله، مرتضی نی‌داوود یک قطعهٔ پیش‌درآمد در بیات اصفهان ساخته که از آثار شناخته شده در این آواز به‌شمار می‌رود. این قطعه در اصل یک تصنیف بود که نی‌داوود آهنگ آن را ساخت و حسین پژمان بختیاری شعر آن را سرود و با نام «شاه من، ماه من» شناخته می‌شود. اولین اجرای این اثر با آواز قمرالملوک وزیری (قمر) انجام شد که بعداً روی صفحه گرامافون نیز ضبط شد؛ در این اجرا مرتضی نی‌داوود نوازندهٔ تار است و موسی معروفی هم ویولن نواخته‌است. بعدها مرتضی حنانه با اقتباس از ملودی این اثر، موسیقی عنوان‌بندی مجموعهٔ تلویزیونی هزاردستان را ساخت. با این حال، این اقتباس به‌طور صریح اعلام نشده بود و حتی در عنوان‌بندی پایانی هزاردستان هم اشاره به نام نی‌داوود یا قمر نشده بود. از دیگرانی که این تصنیف را خوانده‌اند می‌توان به شهلا سرشار، اکی بنایی و داوود آزاد اشاره کرد. علیرضا افتخاری هم قطعهٔ «شور عاشقانه» (در آلبوم شور عشق، منتشر شده در سال ۱۳۷۴) را که اقتباسی از همین تصنیف است، با شعر فریدون مشیری و تنظیم فریدون شهبازیان اجرا کرده‌است.

## تفاوت با دستگاه
اگر چه برخی از منابع، آوازها را در کنار دستگاه‌ها در ردیف آورده‌اند و گاه تعداد دستگاه‌ها را ۱۲ یا ۱۳ عدد ذکر کرده‌آند، اما طبقه‌بندی رایج ردیف شامل هفت دستگاه و پنج آواز است. این که چه چیزی موجب می‌شود که برخی مجموعه‌های گوشه‌ها آواز تلقی شوند و دستگاه دانسته نشوند، به‌طور مبسوط مورد بحث نبوده‌است اما موارد زیر جزو تفاوت‌های آواز و دستگاه دانسته می‌شوند:
- آوازها معمولاً فقط دارای یک مد هستند، یعنی تمام گوشه‌های آن در یک مد قرار دارند و پرده‌گردانی در اجرای آوازها محدود است و یک جزء اصلی از اجرای آواز دانسته نمی‌شود؛ اما دستگاه‌ها معمولاً چند مد دارند و پرده‌گردانی یکی از اجزای اصلی اجرای یک دستگاه است.[۹۳][۹۴]
- آوازها در موسیقی فولکلور رواج بیشتری داشته‌اند و دستگاه‌ها در موسیقی رسمی.[۹۵] به همین واسطه است که آوازها خاستگاه جغرافیایی یا قومیتی مشخصی داشته‌اند (بیات ترک مربوط به مناطق قشقایی‌نشین بوده، بیات اصفهان از اصفهان برآمده، نام دشتی به منطقهٔ دشتستان اشاره دارد، افشاری مربوط به قوم افشار بوده‌است که در ناحیهٔ آذربایجان متمرکز بودند) و با موسیقی فولکلور آن منطقه رشد و گسترش یافته‌اند.[۹۶] در مقابل، توجه موسیقی‌دانان رسمی به آوازها بسیار محدود است (مثلاً کل ردیف دشتی در ردیف میرزا حسینقلی کمتر از ۳ دقیقه است).[۹۷]
- قطعات سازی (بدون خواننده) در آوازها محدود و نادر هستند اما در اجرای دستگاه‌ها رواج دارند و مفصل هستند.[۹۸]
- گسترهٔ صوتی آوازها معمولاً کمتر از یک اکتاو است در حالی که گسترهٔ صوتی دستگاه‌ها معمولاً بیش از یک اکتاو است.[۹۹]
- دانگ اول دستگاه‌ها (به جز دستگاه سه‌گاه) بر پایهٔ یک نت دستْ باز در سازهایی مثل تار و سه‌تار بنا شده‌است، اما درجهٔ اول دانگ نخست آوازها، بر پایهٔ نت دستْ باز نیست و باید یکی از پرده‌های ساز برای اجرایش فشرده شود.[۱۰۰]

برخی آوازها که استقلال محسوسی از دستگاه مربوط دارند گاه «در مسیر دستگاه شدن» دانسته می‌شوند. برای نمونه، هرمز فرهت یکی از ویژگی‌های دستگاه‌ها را داشتن فرود مخصوص به خودشان می‌داند (فرود به ملودی کوتاهی گفته می‌شود که با آن اجرای دستگاه به نت پایه آن دستگاه بازگشت می‌کند). از همین رو، به نظر او آوازهایی نظیر افشاری و بیات ترک چون فرود مخصوص به خود دارند استقلال بیشتری از دستگاه شور دارند تا آواز دشتی و ابوعطا (که از فرود شور استفاده می‌کنند). عبدالله دوامی هم به شکل مشابهی آواز بیات کرد را در راه دستگاه شدن توصیف می‌کند.
یکی از عواملی که باعث استقلال یک یا چند گوشه از دستگاهی که به آن متعلق هستند و در نتیجه منجر به شکل‌گیری یک آواز می‌شود، وجود گوشهٔ درآمد برای آن آواز است؛ برای مثال در ردیف‌های مختلف گوشه‌ای به اسم «درآمد شوشتری» یا «درآمد ابوعطا» می‌توان یافت. با این حال، گوشه‌ای به نام «درآمد زابل» نیز در برخی ردیف‌ها موجود است؛ اگر چه زابل هرگز به عنوان یک آواز مستقل مطرح نشده‌است.

## برای مطالعهٔ بیشتر
- Massoudeih, M. T. (1997). Radīf-i āvāzī-i mūsīqī-i sunnatī-i Īrān. Persian Music Association, Tehran.
- Miller, Lloyd (1999). Music and Song in Persia: the Art of Avaz. Curzon Press, London.